# 竜関県
竜関県（りゅうかん-けん、中: 龍關縣）は中華人民共和国河北省にかつて存在した県。現在の張家口市赤城県南西部に相当する。
唐末に設置された竜門県を前身とする。元初に廃止されたが、1693年（康熙32年）に清代により再設置された。1914年（民国3年）に広東省に同名の竜門県が存在したことより竜関県と改称された。1960年に赤城県と改称された。